# Noëlle Cordier
Noëlle Cordier (nacida en París, 7 de abril de 1944) es una cantante francesa. Participó en el Festival de Eurovisión 1967.

## Festival de Eurovisión
En 1967, el Festival de Eurovisión se celebró en Viena. Noëlle Cordier participó con la canción "Il doit faire beau là-bas", con la que acabó en tercera posición de un total de 17 participantes, por detrás de Sandie Shaw del Reino Unido, y del irlandés Sean Dunphy). Cordier intentó volver al Festival en 1970 con la canción "Comme en pourrait s'aimer" pero no fue seleccionada para representar a Francia.

## Carrera posterior
En 1973, apareció en la ópera rock "La Révolution Française" en París, y en 1974 tuvo un éxito con la canción "Tu T'En Vas", haciendo dúo con Alain Barrière (que había sido el representante de Francia en el Festival de Eurovisión de 1963 en Londres). Canciones como "Un Amour Comme Le Nôtre", "Aimer Comme Je T'Aime" y "Mon Cœur Pour Te Garder" también han sido populares en Francia y Quebec. En 1978, Cordier participó en la calificación francesa para el Festival de Eurovisión de 1978 con la canción "Tombe l'eau" pero no ganó. Se retiró en 1981, aunque ha seguido apareciendo frecuentemente en programas de televisión en Francia.